# Anniston
Anniston är en stad i Calhoun County i den amerikanska delstaten Alabama med en yta av 117,7 km² och en befolkning, som uppgick till 22 666 invånare 2013. Anniston är administrativ huvudort (county seat) i Calhoun Conty. 
Staden är belägen i den östra delen av delstaten 100 km öster om den största staden  Birmingham och cirka 50 km väster om gränsen mot Georgia.